# Шош, Вера
Вера Туран Шош (венг. Sós Turán Vera; 11 сентября 1930, Будапешт — 22 марта 2023, неизвестно) — венгерский математик, специализировалась на теории чисел и комбинаторике. Эмерит-профессор Института математики Венгерской АН, её академик (1990, членкор с 1985), член Европейской академии (2013), член-корреспондент Австрийской академии наук с 1995 года.

## Биография
Родилась 11 сентября 1930 года в Будапеште в еврейской семье, была младшей из двух дочерей. Её отец был школьным учителем, в 1919 году при коммунистическом правительстве его назначили директором школы. Уже в 1920 году, когда к власти пришли ультраправые во главе с Миклошом Хорти, антисемитские настроения стали проявляться в виде открытой агрессии и Шоша вынудили уйти в отставку. Он стал подрабатывать репетитором, чтобы прокормить семью. Другом семьи Шош был выдающийся математик Пал Эрдёш. Эрдёш жил с матерью, которую в довоенной Венгрии постигла та же участь, что и отца Веры — она работала учителем, при коммунистах её повысили до директора, а с приходом нацистов вынудили уволиться, после чего она стала работать репетитором.
Посещала еврейскую среднюю школу для девочек на улице Абоньи в Будапеште. До Второй Мировой войны школа имела два здания — для мальчиков и для девочек, всего в обоих корпусах училось до 1200 учеников. В военные годы одно из зданий отдали армии, а детей стали учить вместе. В этот период учителем математики Шош был Тибор Галлай (1912—1992), благодаря которому она заинтересовалась этим предметом и проявила выдающиеся способности. Учитель приносил ей университетские учебники и давал оригинальные задачи. Благодаря Галлаю ещё в школе она стала участвовать в математических конкурсах, познакомилась с Альфредом Реньи, Рожей Петер и Палом Эрдёшем(с Эрдёшем она впоследствии написала более тридцати научных статей).
В 1948 году Шош окончила школу и поступила на физико-математический факультет Будапештского университета. Её преподавателями были Пал Туран, Липот Фейер, Фридьеш Рис, Дьёрдь Хайош и Альфред Реньи. Как она вспоминала позднее, система преподавания в начале 1950-х годов сильно изменилась, факультет добавил сразу несколько новых обязательных курсов лекций и семинаров. Из-за нехватки педагогов второкурснице Вере Шош предложили вести у первокурсников практические занятия по геометрии, дифференциальной геометрии, теории вероятности и анализу. В 1952 году она получила диплом, а в 1957 году — докторскую степень.
С 1961 году вела курс комбинаторики в Университете Будапешта, в 1980 году стала заведующей кафедрой дискретной математики. В 1985 году Шош была избрана членом-корреспондентом Венгерской академии наук, в 1990 году — действительным членом. С 1995 года — член-корреспондент Австрийской академии наук (1995).
Вера Шош была редактором нескольких математических журналов и одним из основателей журнала «Комбинаторика», одного из ведущих в своей области.
С 1987 года исследовательский профессор, с 2012 года эмерит-профессор Института математики Венгерской АН. С 2013 — член Европейской академии. В 2018 году получила степень почётного доктора Еврейского университета в Иерусалиме.
Умерла 22 марта 2023 года на 92-м году жизни.

### Семья
В 1952 году Шош вышла замуж за Пала Турана. У супругов было двое сыновей — Дьёрдь (Джордж) Туран (род. 1953), профессор математики в Иллинойсском университете в Чикаго, и Тамаш Туран (род. 1960), философ и гебраист в Центре иудаики Института меньшинств Венгерской Академии наук.

## Награды и премии
- Szele Tibor-emlékérem[венг.] (1974)
- Akadémiai Díj[венг.] по математике (1983)
- Benedikt Otto Prize (1994)
- Премия Сеченьи (1997)
- Командорский крест ордена Заслуг (2002)
- Hazám-díj[венг.] (2006)
- Золотая медаль Венгерской академии наук[венг.] (2015)